# Silene arghireica
Silene arghireica är en nejlikväxtart som beskrevs av F. Valsecchi. Silene arghireica ingår i släktet glimmar, och familjen nejlikväxter. Inga underarter finns listade i Catalogue of Life.